# Josef Deér
Josef Deér (auch: József Deér) (* 4. März 1905 in Budapest, Österreich-Ungarn; † 26. September 1972 in Bern) war ein ungarischer Historiker.
Der Sohn eines Apothekers und einer Lehrerin studierte von 1923 bis 1929 an den Universitäten Budapest und Wien Geschichte. 1929 promovierte er in Budapest. Seine Habilitation erfolgte mit der Arbeit Heidnisches und Christliches in der altungarischen Monarchie. Anschließend lehrte er zunächst ab 1934 als Privatdozent und dann von 1936 bis 1940 als Professor an der Universität Szeged. Von 1945 bis 1948 war er als Professor an der Universität Budapest tätig. Seit 1950 war Deér an der Universität Bern zunächst als außerordentlicher Professor für mittelalterliche Geschichte, und von 1954 bis zu seiner Emeritierung im Jahr 1971 lehrte er dort als erster ordentlicher Professor mittelalterliche Geschichte.
Seine Forschungsschwerpunkte waren das Verhältnis zwischen Byzanz und dem Abendland, das Zusammenspiel geistlicher und weltlicher Herrschaft, das frühmittelalterliche Ungarn und die Beziehung von Herrschaftszeichen und Herrschaftsverständnis.

## Schriften (Auswahl)
- Die Anfänge der ungarisch-kroatischen Staatsgemeinschaft. In: Archivum Europae Centro-Orientalis. Bd. 2, 1936, ZDB-ID 433892-3, S. 5–45 (Auch Sonderabdruck: (= Études sur l'Europe Centre-Orientale. Nr. 4, ZDB-ID 1136408-7). Stemmer, Budapest 1936; Reprografischer Nachdruck: (= Libelli. Bd. 300, ZDB-ID 846543-5). Wissenschaftliche Buchgesellschaft, Darmstadt 1970).
- Der Kaiserornat Friedrichs II. (= Dissertationes Bernenses. Serie 2, Fasc. 2, ZDB-ID 844838-3). Francke, Bern 1952.
- Das Kaiserbild im Kreuz. Ein Beitrag zur politischen Theologie des frühen Mittelalters. In: Schweizer Beiträge zur Allgemeinen Geschichte. Bd. 13, 1955, ISSN 0080-7222, S. 48–110.
- Die heilige Krone Ungarns (= Österreichische Akademie der Wissenschaften, Philosophisch-Historische Klasse. Denkschriften. Bd. 91, ISSN 0029-8824). Österreichische Akademie der Wissenschaften, Wien 1966.
- Das Papsttum und die süditalienischen Normannenstaaten. 1053–1212 (= Historische Texte. Mittelalter. Bd. 12, ISSN 0440-968X). Vandenhoeck u. Ruprecht, Göttingen 1969.
- Papsttum und Normannen. Untersuchungen zu ihren lehnsrechtlichen und kirchenpolitischen Beziehungen (= Studien und Quellen zur Welt Kaiser Friedrichs II. Bd. 1). Böhlau, Köln u. a. 1972, ISBN 3-412-95872-7.
- Byzanz und das abendländische Herrschertum. Ausgewählte Aufsätze (= Konstanzer Arbeitskreis für Mittelalterliche Geschichte. Vorträge und Forschungen. Bd. 21). Herausgegeben von Peter Classen. Thorbecke, Sigmaringen 1977, ISBN 3-7995-6621-X.